# Союз 7К-Л1
Союз 7К-Л1 (други названия: Зонд, Л1) – серия космически апарати изпитващи техниката на полети до Луната с връщане на Земята. Работата е по съветската програма за облитане на Луната (програма „Зонд“) по време на т. нар. космическа надпревара. Апаратите са безпилотни варианти на двуместния пилотиран космически кораб, състоящ се от спускаемия апарат и приборно-агрегатния отсек на кораба „Союз“, допълнително снабден със система за навигация и ориентация по звездите, а също така и със система за далечна връзка с параболична остронасочена антена.
Изработени са 15 броя от космическия кораб 7К-Л1, от които само 5 извършили успешни или частично успешни полети по програмата. Първият пилотиран полет на кораба 7К-Л1 с облитане на Луната за повторение на аналогичния полет на американския космически кораб „Аполо 8“ (21.12.1968) се планирал за 08.12.1968, но е отменен заради високата степен на риск поради недостатъчната отработеност на кораба и ракетата-носител. През 1970 г. корабите 7К-Л1 извършват няколко автоматични безпилотни полета, а програмата за пилотирани полета на тях е отменена по политически мотиви – във връзка със загубения първи етап от САЩ (облитането на Луната) на „лунната надпревара“.
На кораба „Зонд-5“ се намирала костенурка. Тя става първото живо същество в историята, върнало се на Земята след облитане на Луната – три месеца преди първия пилотиран лунно-облетен полет на „Аполо 8“.
По време на полета на кораба „Зонд-6“ през ноември 1968 се провежда предаване-ретранслация Земя-кораб-Земя на гласови съобщения на космонавти.

## Полети на космическите апарати Союз 7К-Л1
| Име        | Модификация сериен номер | Дата на старта    | Ракета-носител | Основни задачи | Ход на полета | NSSDC ID Номер по спътниковия каталог |
| ---------- | ------------------------ | ----------------- | -------------- | --- | --- | ------------------------------------- |
| Космос 146 | 7К-Л1П, № 2              | 10 март 1967      | „Протон“       | Тестване на бордовата апаратура на високоелиптична околоземна орбита                                               | Апаратът е изведен на високоелиптична околоземна орбита                                                                                       | 1967-021A 02705                       |
| Космос 154 | 7К-Л1П, № 3              | 8 април 1967      | „Протон“       | Тестване на бордовата апаратура с облитане на Луната                                                               | Корабът е изведен на разчетната околоземна орбита. Неуспещно второ включване на Блок Д за ускоряване в посока Луната                          | 1967-032A 02745                       |
| Зонд 4А    | 7К-Л1, № 4               | 28 септември 1967 | „Протон“       | Тестване на бордовата апаратура с облитане на Луната                                                               | Взрив при старта, спускаемият апарат се връща на Земята с помощта на системата за аварийно спасяване (САС)                                    | -                                     |
| Зонд 4Б    | 7К-Л1, № 5               | 22 ноември 1967   | „Протон“       | Тестване на бордовата апаратура с облитане на Луната                                                               | Взрив при старта, СА е върнат на Земята | -                                     |
| Зонд 4     | 7К-Л1, № 6               | 2 март 1968       | „Протон“       | Тестване на бордовата апаратура на високоелиптична околоземна орбита, връщане на СА на Земята                      | Връщането на СА на Земята на 07.03.1968 не успява (на височина 10 – 15 км се сработва системата за самоунищожение)                            | 1968-013A 03134                       |
| Зонд 5А    | 7К-Л1, № 7               | 23 април 1968     | „Протон“       | Тестване на бордовите системи с облитане на Луната, връщане на СА на Земята                                        | Неуспешен старт, СА е върнат на Земята | -                                     |
| Зонд 5Б    | 7К-Л1, № 8               | 21 юли 1968       | „Протон“       | Тестване на бордовите системи с облитане на Луната, връщане на СА на Земята                                        | Взрив преди старта | -                                     |
| Зонд 5     | 7К-Л1, № 9               | 15 септември 1968 | „Протон“       | Облитана на Луната, фотографиране на Земята, връщане на СА на Земята                                               | Облитане на Луната на 18.09.1968, връщане на СА на Земята на 21.09.1968 в Индийския океан                                                     | 1968-076A 03394                       |
| Зонд 6     | 7К-Л1, № 12              | 10 ноември 1968   | „Протон“       | Облитане и фотографиране на Луната, връщане на СА на Земята с приземяване в зададен район                          | Облитане на Луната на 14.11.1968, при връщането на Земята на 17.11.1968 на територията на СССР СА се разбива                                  | 1968-101A 03535                       |
| Зонд 7А    | 7К-Л1, № 13              | 20 януари 1969    | „Протон“       | Първо в света пилотирано облитане на Луната с 2-ма космонавти, връщане на СА на Земята                             | Пилотирания полет на 08.12.1968 (и следващите) са отменени. Взрив на ракетата-носител при старта за автоматичния полет, СА е върнат на Земята | -                                     |
| Зонд 7Б    | 7К-Л1С, Зонд-М, № 1      | 21 февруари 1969  | Н-1            | Облитане на Луната, връщане на СА на Земята                                                                        | Взрив при старта, СА е върнат на Земята | -                                     |
| Зонд 7В    | 7К-Л1С, Зонд-М, № 2      | 3 юли 1969        | Н-1            | Облитане на Луната, връщане на СА на Земята                                                                        | Взрив при старта, СА е върнат на Земята | -                                     |
| Зонд 7     | 7К-Л1, № 11              | 8 август 1969     | „Протон“       | Облитане на Луната, фотографиране на Луната и Земята, изпитания на управлението на апарата от бордова ЕИМ          | Облитане на Луната на 11.08.1969, връщане на СА на Земята на 14.08.1969                                                                       | 1969-067A 04062                       |
| Зонд 8     | 7К-Л1, № 14              | 20 октомври 1970  | „Протон“       | Облитане на Луната, фотографиране на Луната и Земята, отработване на варианта за приземяване в северното полукълбо | Облитане на Луната на 24.10.1970, връщане на СА на Земята на 27.10.1970                                                                       | 1970-088A 04591                       |
| Зонд 9     | 7К-Л1, № 10              | Отменен           |                | | |                                       |
| Зонд 10    | 7К-Л1С, № 15             | Отменен           |                | | |                                       |